# The Steiner Brothers
The Steiner Brothers is een professioneel worstel tag team van de Amerikaanse broers Robert "Rick Steiner" Rechsteiner en Scott "Scott Steiner" Rechsteiner. Het team debuteerde in 1989 en was actief in de Extreme Championship Wrestling (ECW), New Japan Pro Wrestling (NJPW), World Championship Wrestling (WCW), World Wrestling Federation (WWF) en Total Nonstop Action Wrestling (TNA).

## In worstelen
- Als team
  - Finishers
    - Steinerizer
    - Steiner DDT
    - Steiner Device

  - Signature moves
    - Steiner-Line / German suplex combinatie
- Scott's finishers
  - Frankensteiner – 1980s–1990s
  - Steiner Recliner
  - Twisting double underhook powerbomb – 1990s
- Rick's finishers
  - Diving bulldog
  - Steiner Driver
- Managers
  - Ted DiBiase
  - Robin Green

## Kampioenschappen en prestaties
- Jim Crockett Promotions / World Championship Wrestling
  - NWA United States Tag Team Championship (1 keer)
  - WCW World Tag Team Championship (7 keer)
  - NWA World Television Championship (1 keer – Rick)
  - WCW World Television Championship (2 keer; 1×, Rick en 1×, Scott)
  - Pat O'Connor Memorial Tag Team Tournament (1990)
- Mid-Atlantic Wrestling
  - NWA Mid-Atlantic Tag Team Championship (1 keer, huidig)
- New Japan Pro Wrestling
  - IWGP Tag Team Championship (2 keer)
- Pro Wrestling America
  - PWA Tag Team Championship (1 keer)
- Pro Wrestling Illustrated
  - PWI Match of the Year (1991) - vs. Lex Luger en Sting op 19 mei.
  - PWI Tag Team of the Year (1990, 1993)
- United Wrestling Federation
  - UWF Rock 'n' Roll Express Championship (1 keer, huidig)
- World Wrestling Federation
  - WWF Tag Team Championship (2 keer)
- Wrestling Observer Newsletter awards
  - 5 Star Match (1991) met Sting en Brian Pillman vs. Ric Flair, Larry Zbyszko, Barry Windham en Sid Vicious
  - Match of the Year (1991) vs. Hiroshi Hase en Kensuke Sasaki
  - Tag Team of the Year (1990)